# Neosidama
Neosidama is een geslacht van hooiwagens uit de familie Assamiidae.
De wetenschappelijke naam Neosidama is voor het eerst geldig gepubliceerd door Roewer in 1915. 

## Soorten
Neosidama is monotypisch en omvat slechts de volgende soort:
- Neosidama longipes